# Прогресс (Амурская область)
Прогре́сс — посёлок городского типа в Амурской области (Россия). Административный центр одноимённого городского округа.

## География
Пос. Прогресс стоит в долине реки Кивда, до правого берега Буреи около 8 км.
Пос. Прогресс расположен юго-западнее пос. Бурея Бурейского района, расстояние по автодороге — 16 км.
От Транссибирской магистрали (от станции Бурея Забайкальской железной дороги) к пос. Прогресс идёт железнодорожная линия.
В пос. Прогресс две железнодорожные станции: Амурская и Прогресс.
На территории посёлка находится Райчихинская ГРЭС.

## История
Указом Президиума Верховного Совета РСФСР от 24 мая 1956 года село Прогресс было отнесено к категории рабочих посёлков, на территории которого в июне 1956 года был образован Исполком Прогрессовского поселкового Совета народных депутатов и находился в подчинении городского Совета народных депутатов.
Указом Президента РСФСР № 75 от 22 августа 1991 года «О некоторых вопросах деятельности органов исполнительной власти в РСФСР», а далее постановлением Главы администрации города Райчихинска от 09.12.1991 № 3 исполнительный комитет Прогрессовского поселкового Совета народных депутатов переименован в Администрацию посёлка Прогресс и поселковый Совет народных депутатов.
На основании Закона Амурской области от 11 марта 2005 года № 445-ОЗ «О наделении муниципального образования рабочего посёлка (посёлка городского типа) Прогресс статусом городского округа (пгт) Прогресс и об установлении его границ» и постановления Амурского областного Совета народных депутатов от 04.02.2005 № 47/83 муниципальное образование п. Прогресс был наделен статусом городского округа и переименовано в Администрацию рабочего посёлка (пгт) Прогресс.

## Население
| 1959    | 1970    | 1979    | 1989    | 2002    | 2009    | 2010    |
| ------- | ------- | ------- | ------- | ------- | ------- | ------- |
| 9503    | ↗13 480 | ↘13 065 | ↗14 345 | ↘13 080 | ↘12 982 | ↘11 156 |
| 2012    | 2013    | 2014    | 2015    | 2016    | 2017    | 2018    |
| ↘10 952 | ↘10 816 | ↘10 580 | ↘10 381 | ↘10 215 | ↘10 078 | ↘9892   |
| 2019    | 2020    | 2021    | 2023    |         |         |         |
| ↘9683   | ↘9517   | ↗9918   | ↘9820   |         |         |         |